# 平牧仁
平牧仁（1987年2月26日—）是一位日本的男演員、歌手、模特兒，出生於東京都，身高180公分，血型AB型。在2014年超級戰隊系列電視劇集《烈車戰隊特急者》之中飾演「十勝／特急2號」，隸屬於奧斯卡傳播。

## 出演

### 電視劇
- あした天気になあれ。（2003年、日本電視台）
- 祝女（2011年、NHK綜合頻道）
- 烈車戰隊特急者（2014年2月16日 - 、朝日電視台）- 十勝 / 特急2號（聲）

### 電影
- 獸電戰隊強龍者 VS Go Busters 恐龍大決戰！ 再見永遠的朋友啊（2014年1月18日、東映）- 特急2號（聲）
- 絕對領域（2014年3月15日）- 片山マサキ 役
- 平成騎士對昭和騎士 假面騎士大戰 feat.超級戰隊（2014年3月29日）- 十勝 / 特急2號（聲）
- 烈車戰隊特急者 THE MOVIE 銀河路線SOS（2014年7月19日）- 十勝 / 特急2號（聲）

## 外部連結
- 平牧仁オフィシャルブログ「今日のジンクス」Powered by Ameba （页面存档备份，存于）
- 平牧仁オフィシャルブログ＆プロフィール （页面存档备份，存于） - beamie
- 平牧仁所属事務所によるプロフィール

| 前任： 金城大和 羅伯特·鮑德溫 木下亞由美 （獸電戰隊強龍者） | 日本超級戰隊系列藍色戰士演員 烈車戰隊特急者 2014年2月16日-2015年2月8日 | 繼任： 松本岳 （手裏劍戰隊忍忍者） |